# La vita è un raccolto
La vita è un raccolto (Les Glaneurs et la Glaneuse) è un documentario del 2000 diretto da Agnès Varda incentrato sul concetto e le diverse modalità di spigolatura. Partendo da questa idea ed entrando nel mondo dell'arte visitando e mettendo in scena Millet al Museo d'Orsay e La Glaneuse di Jules Breton al Museo di Belle Arti di Arras, l'opera di Varda è uno sguardo anti consumistico del riutilizzare e del riciclare che tocca la vita materiale, la giurisprudenza, la psicanalisi, i rapporti umani, le rivolte giovanili e l'arte, il tutto espresso nel concetto di peaubelle (spazzatura), letteralmente poco-bella, che nel film, giocando sul doppiosenso peaubelle ma belle, diventa un progetto scolastico per la conservazione dell'ambiente. Presentato fuori concorso al 53º Festival di Cannes, successivamente ha vinto svariati premi in tutto il mondo. In un sondaggio del 2014 della rivista britannica Sight & Sound, La Vita è un Raccolto è stato votato come ottavo miglior documentario di tutti i tempi. Nel 2016 è apparso alla posizione n. 99 dei 100 migliori film del XXI secolo secondo la BBC.

## Trama
Nel documentario vengono incontrati una serie di spigolatori alla ricerca di cibo, cianfrusaglie, oggetti gettati e relazioni personali. Agnès Varda viaggia e filma per la campagna francese e per le città in cerca non solo di spigolatori rurali, ma anche urbani e dei loro luoghi di connessione, come ad esempio uno chef stellato i cui antenati praticavano la spigolatura. Il film cattura i diversi aspetti della pratica e le ragioni che spingono le persone a sopravvivere in questo modo.
Un altro tema esplorato è quello dell'arte contemporanea realizzata con materiali di recupero, come quella di Louis Pons, il quale definisce il rifiuto come un "cluster di possibilità". Nel corso delle riprese Varda trova e raccoglie altri simboli (la patata a forma di cuore e l'orologio senza lancette). Per poter trovare i protagonisti del documentario, la regista ha chiesto a tutti i suoi conoscenti di parlare con chiunque - contadini, proprietari, agricoltori, frutticultori - circa il film. L'obiettivo era quello di far parlare loro riguardo al tema centrale, essendo il loro stile di vita.
Il documentario include anche una breve intervista con lo psicologo Jean Laplanche.

## Tecnica
Il film è girato interamente con una camera digitale a mano ed è degno di nota per le sue inusuali inquadrature e tecniche di ripresa. In una scena in particolare, la regista dimentica di spegnere la propria camera. Mentre quest'ultima pende al suo fianco la sequenza procede e lo spettatore può vedere il cambiamento del terreno e il ciondolare del copriobiettivo genera un ticchettio che evoca una ritmica jazz ripresa dalla musica di sottofondo. Varda ha definito questa sequenza "la Danza del Copriobiettivo".
Per Varda, questa scelta è stata principalmente di natura pratica. Come notato in una intervista: "Ho avuto la sensazione che questa è la macchina da presa che mi avrebbe riportato ai primi cortometraggi che ho realizzato nel 1957 e '58. Mi sentivo libera in quel periodo. Con la nuova camera digitale, ho sentito che potevo filmare me stessa, essere coinvolta come autrice."
In La Vita è un Raccolto, la regista si autoritrae mentre spazzola e scopre i suoi capelli grigi o inquadra le proprie mani invecchiate. In una delle scene più famose, Varda "afferra" dei TIR su un'autostrada formando un cerchio con la propria mano di fronte alla camera inquadrando i camion al centro e poi chiudendola mentre li sorpassa.